# Schwedische Badminton-Mannschaftsmeisterschaft 2003/04
Titelträger der Schwedischen Badminton-Mannschaftsmeisterschaft 2003/2004 im Badminton und damit schwedischer Mannschaftsmeister wurde der Klub Fyrisfjädern, der sich in den Play-offs durchsetzen konnte. Die Liga trug in dieser Saison den Namen Elitserien. Sie war in eine Nord- und eine Südgruppe unterteilt. Aus den Gruppen wurden nach der Vorrunde die Superelitserie und die Elitserie gebildet, welche die Setzpositionen für die Playoffs und die Absteiger ausspielten.

## Vorrunde

### Grundserien Norra
- Bergsåkers BMK – Täby BMF: 0-9
- Spårvägens BMF – IFK Umeå: 1-8
- Skogås BK – Fyrisfjädern: 4-5
- Bergsåkers BMK – Spårvägens BMF: 1-8
- Fyrisfjädern – Täby BMF: 6-3
- IFK Umeå – Skogås BK: 7-2
- Spårvägens BMF – Fyrisfjädern: 1-8
- Täby BMF – Skogås BK: 8-1
- IFK Umeå – Bergsåkers BMK: 9-0
- Bergsåkers BMK – Skogås BK: 0-9
- Täby BMF – Spårvägens BMF: 9-0
- Fyrisfjädern – IFK Umeå: 6-3
- IFK Umeå – Täby BMF: 5-4
- Fyrisfjädern – Bergsåkers BMK: 9-0
- Skogås BK – Spårvägens BMF: 8-1

### Grundserien Södra
- Åby-Vallhamra – Askim BC: 0-9
- BMK Aura – Göteborgs BK: 8-1
- Eskilstuna BMK – Västra Frölunda BMK: 2-7
- BMK Aura – Åby-Vallhamra: 7-2
- Göteborgs BK – Eskilstuna BMK: 7-2
- Askim BC – Västra Frölunda BMK: 6-3
- Eskilstuna BMK – Askim BC: 0-9
- Göteborgs BK – Åby-Vallhamra: 9-0
- Västra Frölunda BMK – BMK Aura: 4-5
- Åby-Vallhamra – Västra Frölunda BMK: 0-9
- Askim BC – Göteborgs BK: 7-2
- Eskilstuna BMK – BMK Aura: 0-9
- Västra Frölunda BMK – Göteborgs BK: 4-5
- Åby-Vallhamra – Eskilstuna BMK: 2-7
- BMK Aura – Askim BC: 8-1

## Zwischenrunde

### Superelitserien
- IFK Umeå – Fyrisfjädern: 5-4
- Askim BC – BMK Aura: 3-6
- Västra Frölunda BMK – Täby BMF: 3-6
- Fyrisfjädern – Askim BC: 8-1
- BMK Aura – Västra Frölunda BMK: 8-1
- Täby BMF – IFK Umeå: 6-3
- Täby BMF – BMK Aura: 7-2
- Fyrisfjädern – Västra Frölunda BMK: 9-0
- Askim BC – IFK Umeå: 4-5
- Täby BMF – Fyrisfjädern: 3-6
- BMK Aura – Fyrisfjädern: 3-6
- Askim BC – Täby BMF: 3-6
- Västra Frölunda BMK – IFK Umeå: 3-6
- IFK Umeå – BMK Aura: 7-2
- Västra Frölunda BMK – Askim BC: 4-5

### Elitserien
- Göteborgs BK – Bergsåkers BMK: 9-0
- Eskilstuna BMK – Åby-Vallhamra: 7-2
- Bergsåkers BMK – Skogås BK: 3-6
- Göteborgs BK – Spårvägens BMF: 8-1
- Skogås BK – Spårvägens BMF: 7-2
- Eskilstuna BMK – Göteborgs BK: 0-9
- Åby-Vallhamra – Bergsåkers BMK: 6-3
- Åby-Vallhamra – Göteborgs BK: 1-8
- Skogås BK – Åby-Vallhamra: 9-0
- Spårvägens BMF – Eskilstuna BMK: 6-3
- Bergsåkers BMK – Eskilstuna BMK: 2-7
- Spårvägens BMF – Åby-Vallhamra: 9-0
- Göteborgs BK – Skogås BK: 4-5
- Skogås BK – Eskilstuna BMK: 8-1
- Spårvägens BMF – Bergsåkers BMK: 7-2

## Play-offs

### Viertelfinale
- BMK Aura – Askim BC: 7-2
- IFK Umeå – Västra Frölunda BMK: 5-4

### Halbfinale
- Fyrisfjädern – BMK Aura: 3-5, 5-3, 5-0
- IFK Umeå – Täby BMF: 5-4, 4-5, 5-3

### Finale
- Fyrisfjädern – IFK Umeå: 5-3